# مملكه الخرمان
مملكة الخرمان هي كيان سياسي محلي نشأ في إقليم فزان بجنوب ليبيا خلال العصور الوسطى. وُصفت بأنها مملكة قبلية لعبت دورًا في شبكات التجارة عبر الصحراء الكبرى، وكانت على تواصل سياسي وتجاري مع دولة كانم ثم إمبراطورية برنو.

## النشأة والتكوين
ظهرت مملكة الخرمان في القرن السابع الهجري، في بيئة صحراوية قبلية شهدت تقلص نفوذ القوى المركزية. نشأت المملكة كتحالف قبلي مستقر في واحات فزان، واتخذت طابعًا تقليديًا في الحكم، يرتكز على الزعامة الأهلية.

## الموقع الجغرافي
امتدت أراضي المملكة في مناطق مثل وادي الشاطئ ووادي الحياة، وكانت تقع على طرق القوافل الكبرى التي تربط طرابلس شمالًا بـ برنو والهوسا جنوبًا. لعبت الجغرافيا الليبية دورًا حاسمًا في تشكيل حركة الليبيين في العصور الوسطى، حيث كانت ليبيا تُعتبر أقرب الطرق بين أواسط أفريقيا والبحر المتوسط، مما جعلها مسارًا رئيسيًا للقوافل التجارية.

## الاقتصاد
اعتمدت المملكة على التجارة، خاصة الملح، الذهب والرقيق، كما نشطت الزراعة المحدودة في الواحات، وتربية المواشي. وكان سكانها يشاركون أيضًا في تنظيم وتأمين القوافل. كانت تجارة القوافل تمثل العمود الفقري للاقتصاد الليبي الوسيط، حيث استفادت مختلف شرائح المجتمع من هذه التجارة، بما في ذلك الحكام والتجار والناقلين والفلاحين والصناع.